# Охотино (Владимирская область)
Охотино — упразднённая деревня в Александровском районе Владимирской области России.

## География
Урочище находится в северо-западной части области, в зоне хвойно-широколиственных лесов, к югу от автодороги 17Н-122, на расстоянии примерно 4 километров (по прямой) к востоко-юго-востоку от города Александрова, административного центра района.

### Климат
Климат характеризуется как умеренно континентальный, с умеренно тёплым летом, холодной зимой, короткой весной и облачной, часто дождливой осенью. Среднегодовая температура воздуха — +3,4 °C. Годовое количество атмосферных осадков — 549 миллиметров, из которых большая часть выпадает в тёплый период.

## История
В «Списке населенных мест Владимирской губернии по сведениям 1859 года» населённый пункт упомянут как владельческая деревня Охотино (Новая) Александровского уезда, расположенная при колодцах, в 10 верстах от уездного города. В деревне насчитывалось 3 двора и проживало 38 человек (16 мужчин и 22 женщин).
По состоянию на 1913 год, входила в состав Александровской волости.